# 白水郡
白水郡，中国南北朝时设置的郡。
南朝刘宋以流寓的仇池氐设置白水郡，属于梁州。治所在白水县（今四川省青川县东北沙州镇白水街）。辖境相当今四川省青川县东部及广元市西北部分一带。南梁改为平兴郡，西魏改为南白水郡。
北魏太武帝太平真君九年（448年）置白水郡，属于南秦州。治所在今甘肃省陇南市武都区东北龙坝乡。之后废除。西魏重新设置白水郡，改名为绥戎郡。
北魏孝文帝太和二年（478年）分澄城郡置白水郡，属于华州。治所在白水县（今陕西省白水县）。辖境相当今陕西省白水县、蒲城县等地。北魏宣武帝永平三年（510年）改治南白水县（今蒲城县）。西魏、北周时期属于同州。隋文帝开皇三年（583年）废白水郡。所辖蒲城县、白水县、姚谷县归属同州。